# Tauxenent
Tauxenent, pleme Algonquian Indijanaca plemenskog saveza Powhatan, nastanjeno u ranom 17. stoljeću na području današnjeg okruga Fairfax u Virginiji. O ovom plemenu nije se opet čulo sve do prvog mjeseca 2007. godine kada su zatražili od države Virginije da ih se prizna za indijansko pleme pod imenom Tauxenent Indian Nation of Virginia. 